# SN 2011di
SN 2011di – supernowa typu Ia odkryta 13 maja 2011 roku w galaktyce IC4754. W momencie odkrycia miała maksymalną jasność 17,50m.